# Johann Gottfried Rosenberg
Johann Gottfried Rosenberg (* ca. Oktober 1709 in Woldegk; † 4. Juni 1776 in Schleswig) war ein deutsch-dänischer Architekt in der Zeit des Rokoko.

## Leben
Rosenberg war der Sohn eines ehemaligen Maurers und Baumeisters, sein genaues Geburtsdatum ist unbekannt; er wurde am 20. Oktober 1709 in Woldegk, Mecklenburg-Strelitz, getauft. Nach einer Maurerlehre zunächst für zwei Jahre bei seinem Vater (vom 24. Februar 1727 bis zum Februar 1729) und anschließend für ein Jahr bei Martin Ciliaxen in Greifswald, bestand er die Gesellenprüfung (Freisprechung) am 24. Februar 1730. Er wirkte in Schleswig-Holstein als Hofarchitekt von Herzog Friedrich Karl von Schleswig-Holstein-Sonderburg-Plön. Für ihn entwarf er den Marstall, die Reithalle und das erst später so bezeichnete Prinzenhaus am Schloss Plön. 1736 wurde er Bürger der Stadt Kiel. Ab 1740 war er auch in Dänemark tätig, wo er 1752 seinen Wohnsitz nahm. Zu seinen frühen Werken zählt das Herrenhaus von Margård, Vigerslev Sogn (Nordfyns Kommune) auf Fünen, das von französischer Landhaus-Architektur beeinflusst ist.
Er arbeitete mit Nicolai Eigtved bei einer Reihe von Projekten in Kopenhagen in den frühen 1750er Jahren zusammen. Dazu gehören die Adelspalais Dehn, Bernstorff und Berckentin in der Bredgade im Stadtteil Frederiksstaden, der zu dieser Zeit bebaut wurde, sowie das Herrenhaus Frederiksdal im Norden Kopenhagens am Ufer des Bagsværd Sø.
1760 kehrte Rosenberg als herzoglicher Baumeister nach Schleswig-Holstein zurück. Hier war er unter anderem für den Neubau der Königlichen Münze zu Altona 1771 verantwortlich.
Seine bedeutendsten Werke waren das Schloss Gravenstein (1758–59) und das Schloss Augustenburg (Dänemark) (1770–76).
Als Architekt plante er die schleswig-holsteinischen Kirchen in Hohenfelde (1767), Horst (1768–71) und Hohenwestedt (1770/71). Die Friedhofskapelle von Kappeln (1767) wird ihm zugeschrieben. Daneben liegen Gutachten und Entwürfe von ihm für die Kirchen in Bad Oldesloe, Großenaspe und Wilster vor sowie zehn Pläne (davon sieben noch erhalten, aber nicht ausgeführt) für Schloss Breitenburg (1763/64).
Rosenberg heiratete in Kiel Catharina Dorothea (geborene Kühnel). Hier wurde auch der gemeinsame Sohn Georg Erdman Rosenberg (1739–1788) geboren, der ebenfalls Baumeister und Architekt wurde.

## Werke

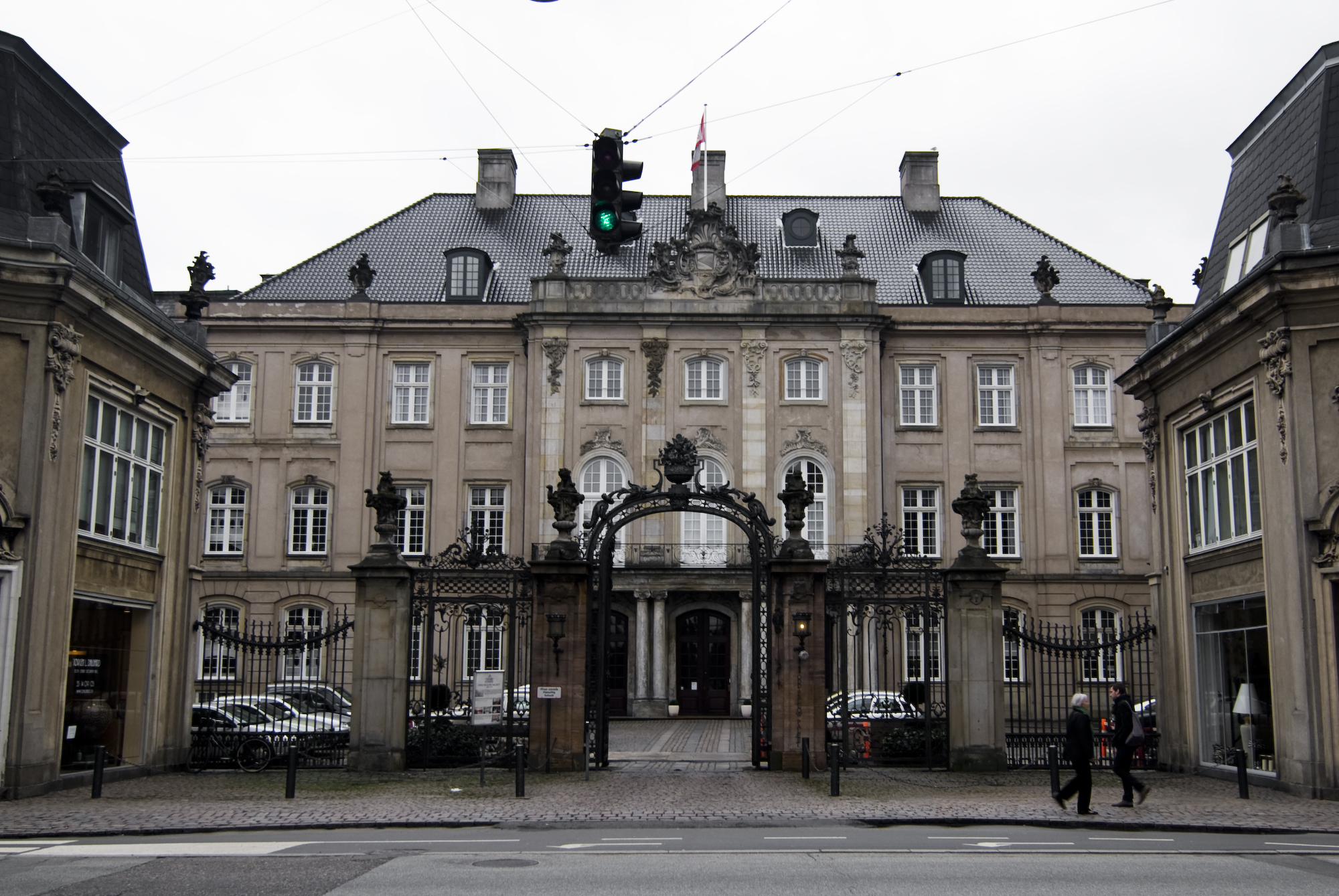
Berckentin-Palais
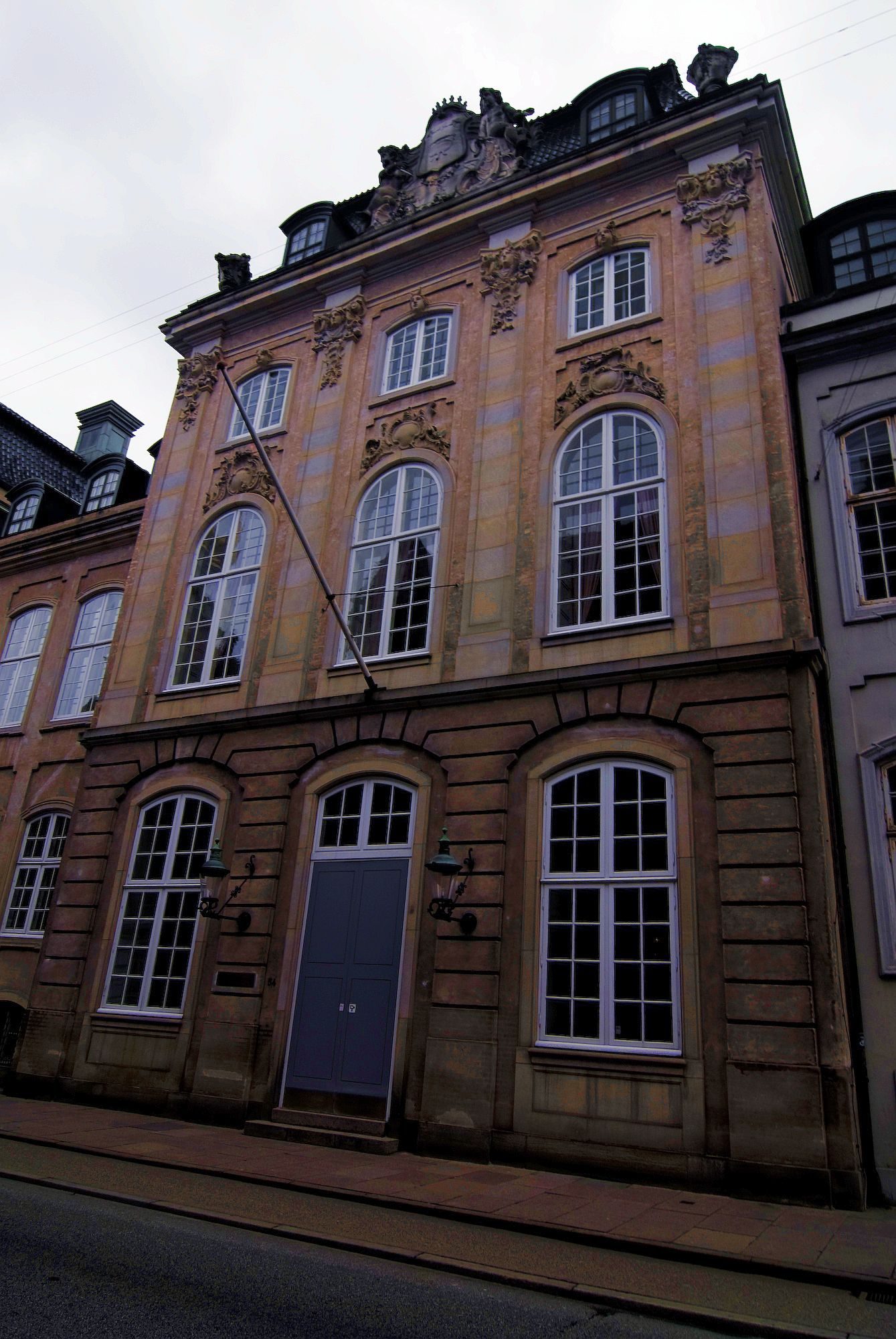
Dehn-Palais
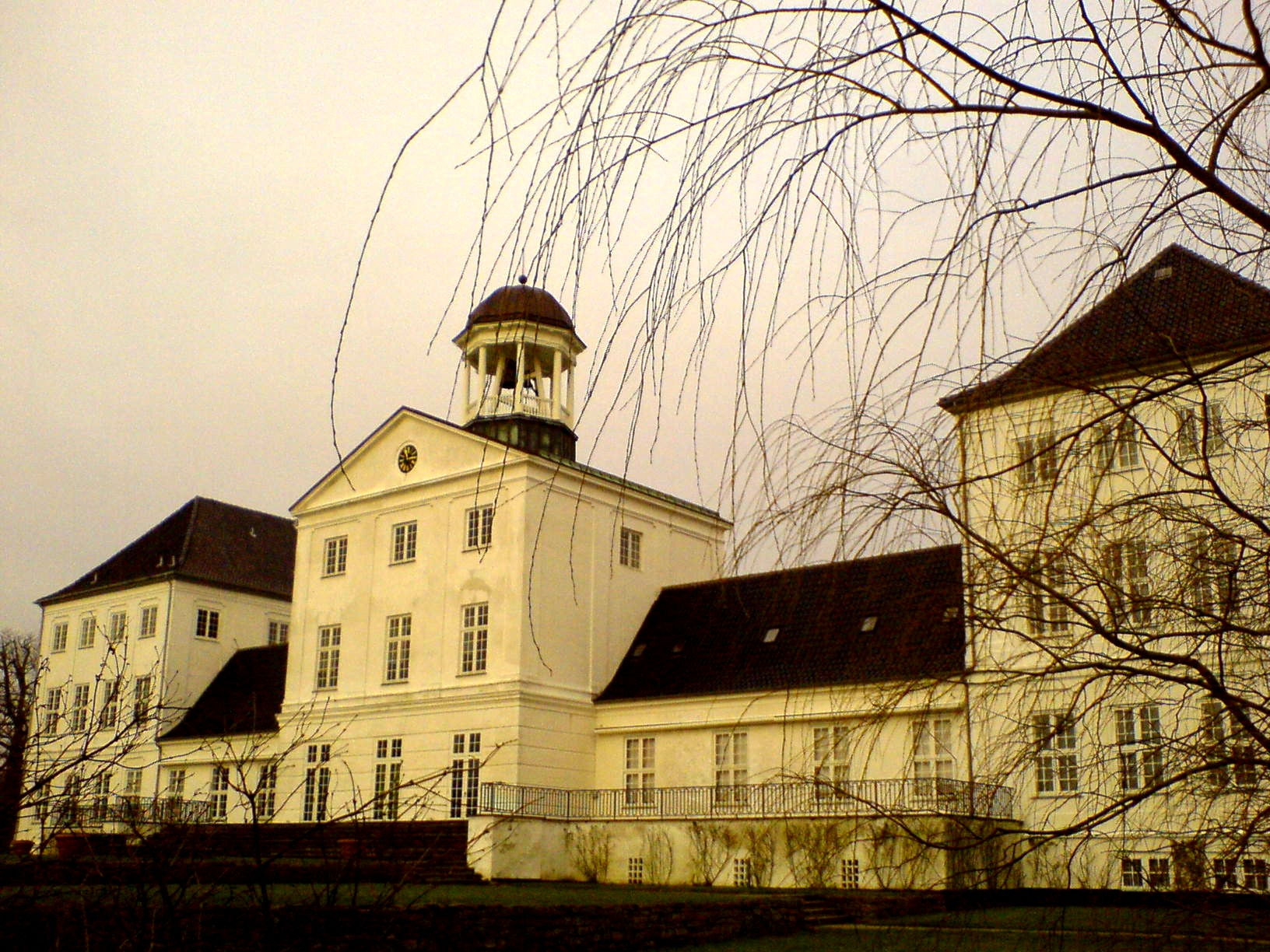
Schloss Gravenstein
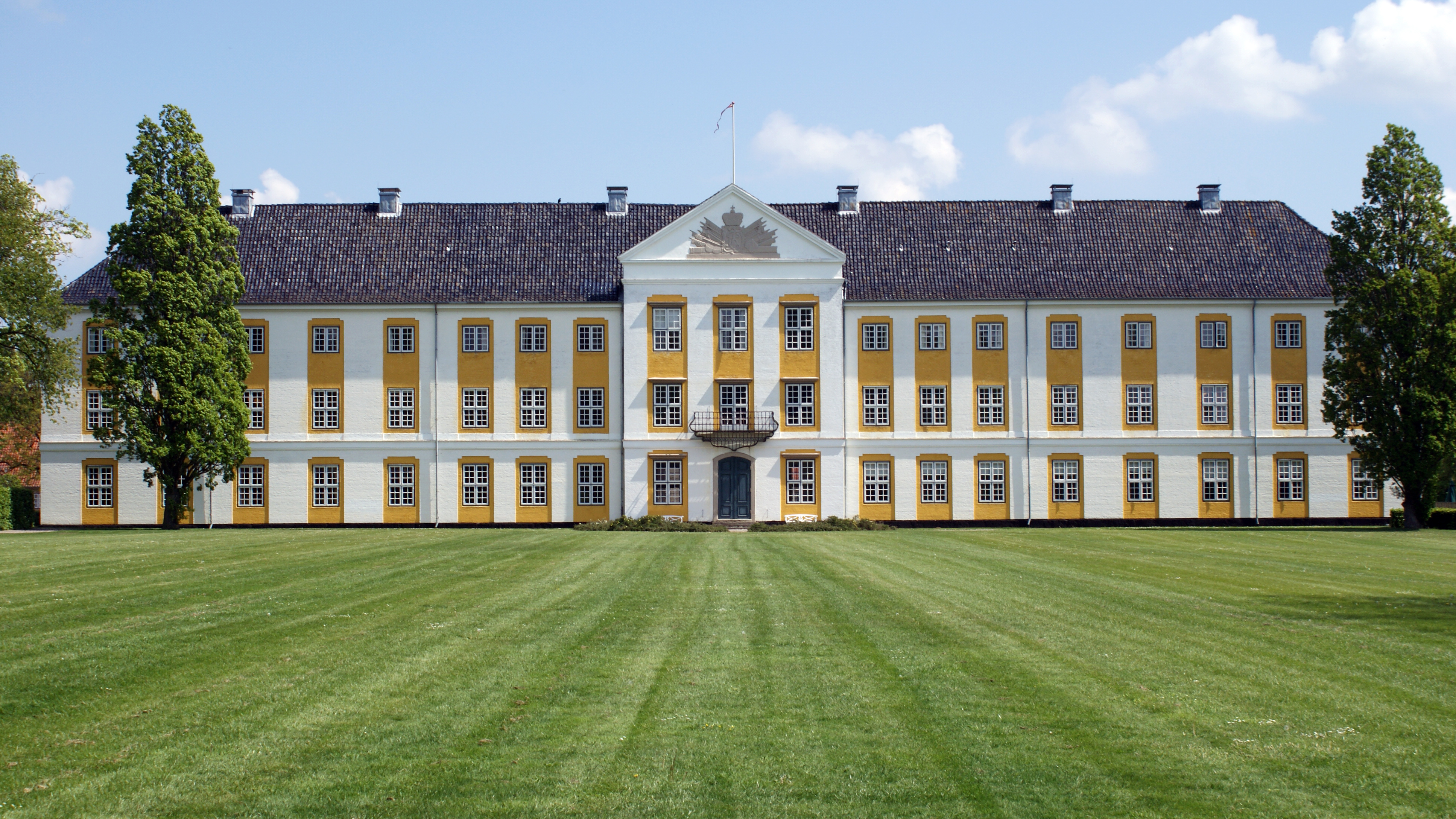
Schloss Augustenburg (Dänemark)